# Repaix
Repaix é uma comuna francesa na região administrativa de Grande Leste, no departamento de Meurthe-et-Moselle. Estende-se por uma área de 4,86 km². Em 2010 a comuna tinha 102 habitantes (densidade: 21 hab./km²).